# Lanna (plaats)
Lanna is een plaats in de gemeente Värnamo en voor een klein deel in de gemeente Gnosjö in het landschap Småland en de provincie Jönköpings län in Zweden. De plaats heeft 349 inwoners (2005) en een oppervlakte van 83 hectare.

## Verkeer en vervoer
Bij de plaats loopt de Länsväg 152.